# Целовальник Сергій Анатолійович

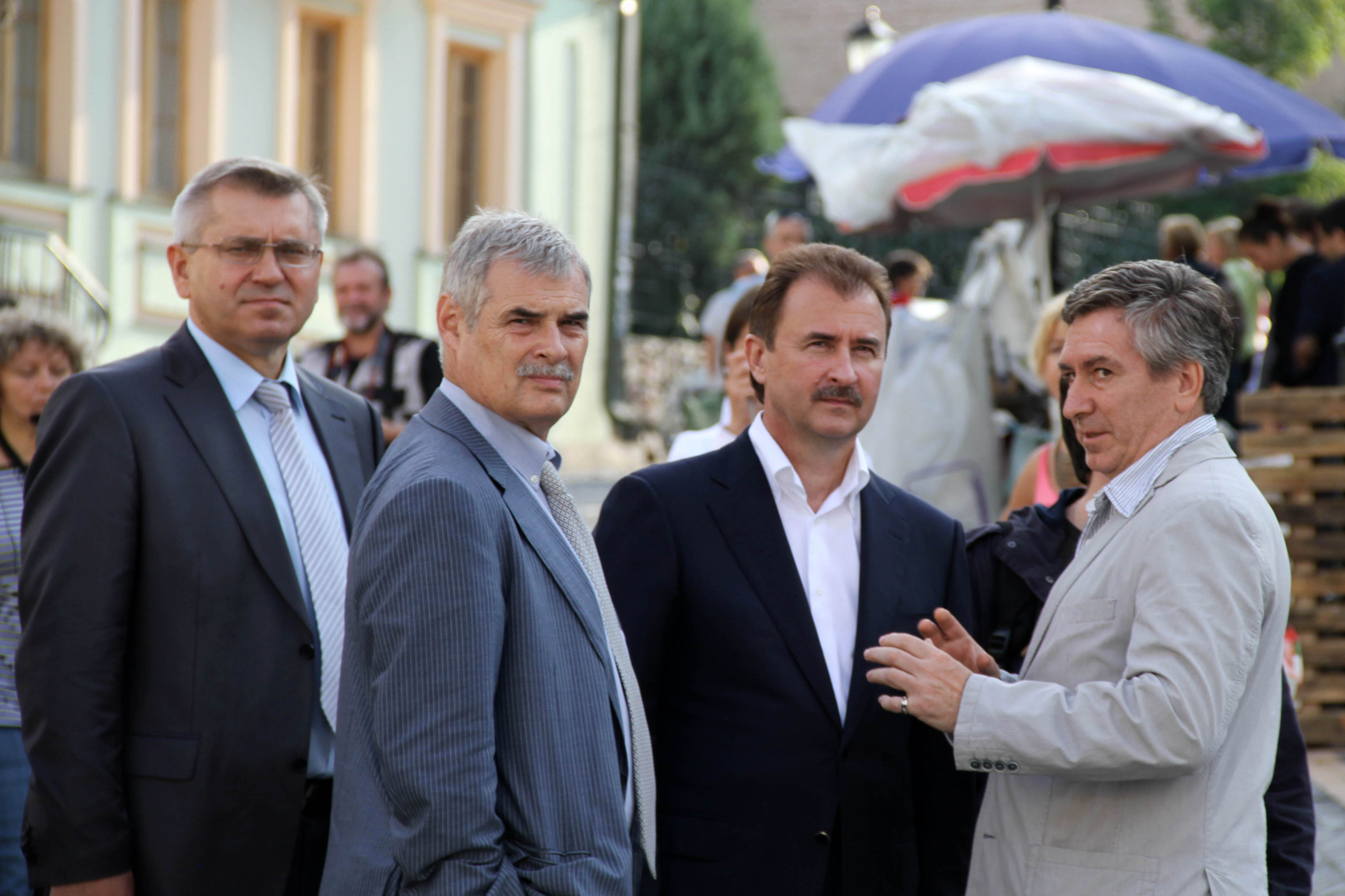
Олександр Попов, Сергій Целовальник та ін. на Андріївському узвозі

Сергій Анатолійович Целовальник (* 25 січня 1952, Севастополь, Українська РСР, СРСР — український та радянський архітектор, головний архітектор Києва (з 2010 по 2015), віце-президент Національної спілки архітекторів, заслужений архітектор України.

## Життєпис
Народився 25 січня 1952 в Севастополі.
У 1975 закінчив Київський інженерно-будівельний інститут.
З 1980 працював головним художником Севастополя. Через десять років став головним архітектором Севастополя.
У 1990 закінчив аспірантуру Московської Академії суспільних наук.
У 1993—1995 призначено першим заступником головного архітектора міста Києва.
У 2005 створив проектну компанію ТОВ «Цілина», яка спроектувала житлово-офісний центр на вулиці Серафимовича, бізнес-центр «Андріївський-плаза». Був рецензентом проектів Містобудівної ради Києва (вийшов у зв'язку з незгодою з містобудівною політикою ради).
30 вересня 2015 року через незадовільну роботу по наведенню ладу у сфері зовнішньої реклами у Києві звільнений з посади головного архітектора Києва.

## Критика
Депутати фракції УДАР: 
У всьому світі природні або рукотворні об'єкти мріють отримати статус ЮНЕСКО як гарантію збереження та цілісності. А тут людина, яка повинна в першу чергу піклуватися про захист історичних та архітектурних пам'яток, фактично дозволяє їх знищувати. Така людина не має права займати посаду головного архітектора Києва.